# Tillicum Village

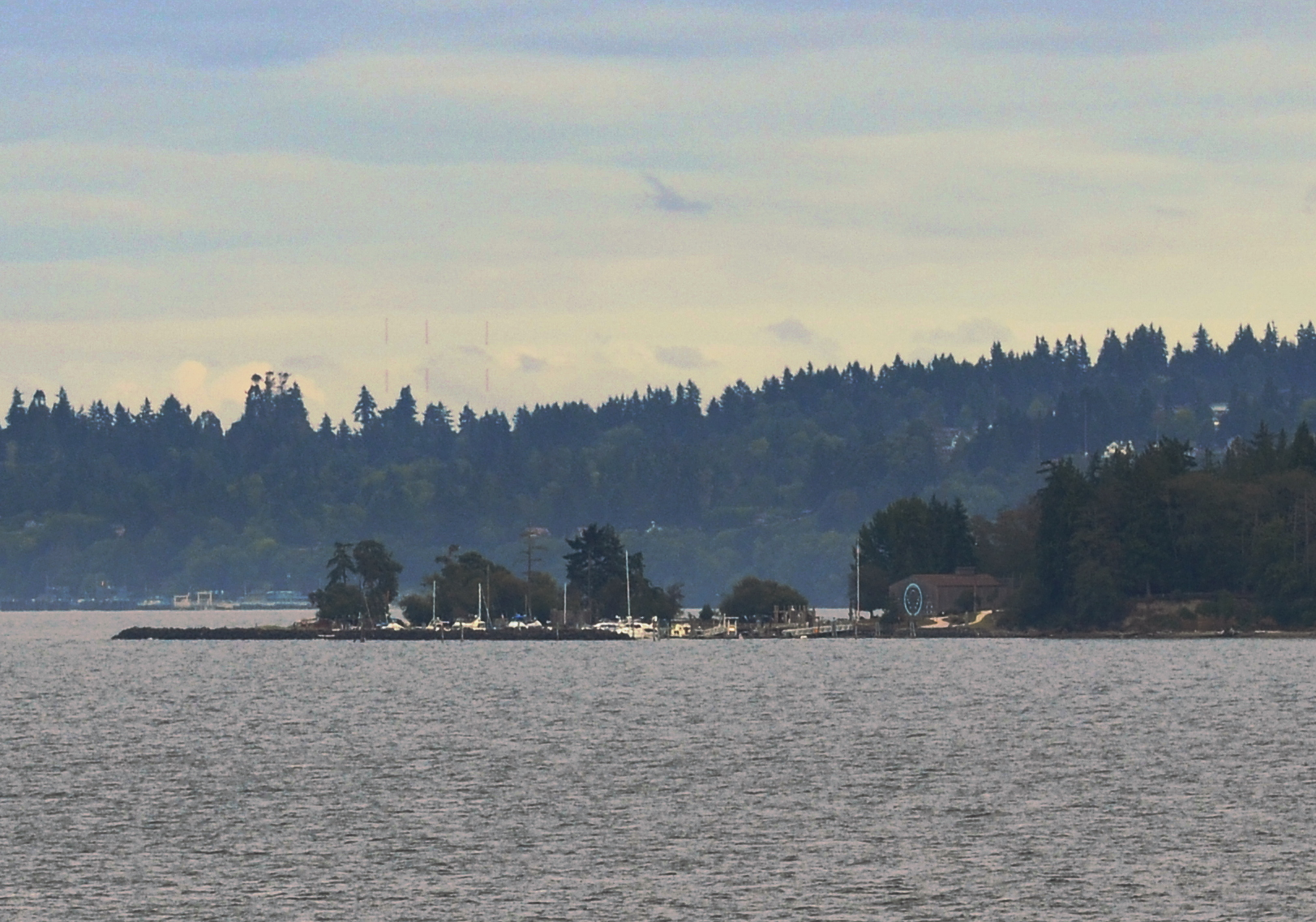
Tillicum Village na Blakeově ostrově

Tillicum Village je turistická atrakce nedaleko Seattlu. Je v provozu už od doby krátce před světovou výstavou, která v metropoli proběhla v roce 1962. K atrakci se lze dostat malebnou plavbou ze Seattlu, kterou provozuje společnost Argosy Cruises, jelikož se nachází na Blakeově ostrově, který je přístupný pouze lodí.
Tillicum Village nabízí ukázku tradičních kostýmů zdejších indiánských kmenů, dlouhý dům a ochutnávku vývaru ze škeblí. V dlouhém domu probíhá vaření lososů na cedrových kůlech nad ohněm poháněným olšovým dřevem. Návštěvníci se mohou občerstvit pečeným lososem, ranými červenými brambory, teplým celozrnným chlebem, dlouhozrnnou rýží, čerstvým salátem nebo čokoládo-lososvým koktejlem. Po jídle se obvykle zdejší tanečníci uchylují k představení s tradičními příběhy, tanci a písněmi.
Před odjezdem mohou turisté ještě navštívit galerii místního umění, ukázku tradičního vyřezávání totemů nebo se projít po plážích či stezkách ostrova.